# Montebello, California
Montebello este un oraș din California, SUA. Se află la o altitudine de 61 m deasupra nivelului mării. Are o suprafață de 21,683821 km². Populația este de 62.640 locuitori, determinată în 1 aprilie 2020, prin recensământ.